# Reffuveille
 Reffuveille  es una población y comuna francesa, situada en la región de Baja Normandía, departamento de Mancha, en el distrito de Avranches y cantón de Juvigny-le-Tertre.

## Demografía
| 957 | 842 | 690 | 579 | 534 | 496 |
| Para los censos de 1962 a 1999 la población legal corresponde a la población sin duplicidades (Fuente: INSEE [Consultar]) |     |     |     |     |     |